# Le scarpe d'oro
Le scarpe d’oro (Manneken Pis) è un film del 1995 diretto da Frank Van Passel.

## Trama
Ogni mattina a Bruxelles l'orfano Harry, per andare a lavare i piatti, prende il tram guidato da Jeanne che, casualmente, abita nello stesso edificio: lei è estroversa e allegra, lui è timido e goffo, con un trauma alle spalle che gli impedisce di dire "ti amo".
Si attraggono e si respingono, trascinati da un sentimento che va oltre il quotidiano, ma il dramma è sempre in agguato.

## Riconoscimenti
- 2005 - Premio André Cavens